# Dinastia Valois
La dinastia Valois és una branca de la Dinastia Capet que va governar el Regne de França entre els anys 1328 i 1589, el Regne de Polònia entre el 1573 i 1574 i el Ducat de Borgonya entre el 1363 i 1477.

## Orígens
Carles I de Valois, fill del rei Felip III de França, va ser nomenat el 1285 comte de Valois, els hereus del qual rebran en herència el comtat del mateix nom, elevat a ducat el 1406.
Un dels fills de Carles I, Felip I de Valois, serà l'iniciador de la branca Valois al Regne de França en ser nomenat rei de França el 1328 gràcies a la vigència de la Llei sàlica a França, i va governar a França fins al final de la Guerra dels tres Enrics el 1589.

## Reis de França

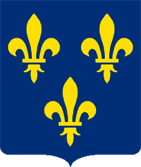
Escut d'armes dels reis de França sota la Dinastia Valois

### Branca principal
- 1328-1350: Felip VI l'Afortunat, nebot de Felip IV
- 1350-1364: Joan II el Bo, fill de l'anterior
- 1364-1380: Carles V el Prudent, fill de l'anterior
- 1380-1382:  regència de Lluís I d'Anjou, germà de l'anterior i rei de Nàpols
- 1380-1422: Carles VI el Boig, fill de Carles V
- 1422-1461: Carles VII el Victoriós, fill de l'anterior
- 1461-1483: Lluís XI el Prudent, nebot de l'anterior
- 1483-1484:  regència d'Anna de França, filla de l'anterior
- 1483-1498: Carles VIII l'Afable, fill de l'anterior

### Branca Valois-Orleans[2]
- 1498-1515: Lluís XII el Pare del Poble, fill del duc Carles I d'Orleans i net de Carles VII

### Branca Valois-Angulema[3]
- 1515-1547: Francesc I, casat amb Clàudia de França, filla de l'anterior
- 1547-1559: Enric II, fill de l'anterior
- 1559-1560: Francesc II, fill de l'anterior
- 1560-1563:  regència de Caterina de Mèdici, muller d'Enric II
- 1560-1574: Carles IX, germà de l'anterior
- 1574-1589: Enric III, germà de l'anterior i rei de Polònia

## Rei de Polònia
- 1573-1574: Enric I, fill de Carles IX de França i posterior rei de França[4]

## Casa de Borgonya[5]

Escut d'armes del Ducat de Borgonya sota la Dinastia Valois

- 1363-1404: Felip II, fill de Joan II de França
- 1404-1419: Joan I Sense Por, fill de l'anterior
- 1419-1467: Felip III el Bo, fill de l'anterior
- 1467-1477: Carles I el Temerari, fill de l'anterior
- 1477-1482: Maria de Borgonya, filla de l'anterior, casada el 1477 amb Maximilià I d'Habsburg

El ducat de Borgonya serà governat sota la Dinastia Habsburg a partir del 1482 amb Felip I de Castella